# Storia dei Gonzaga

## Storia

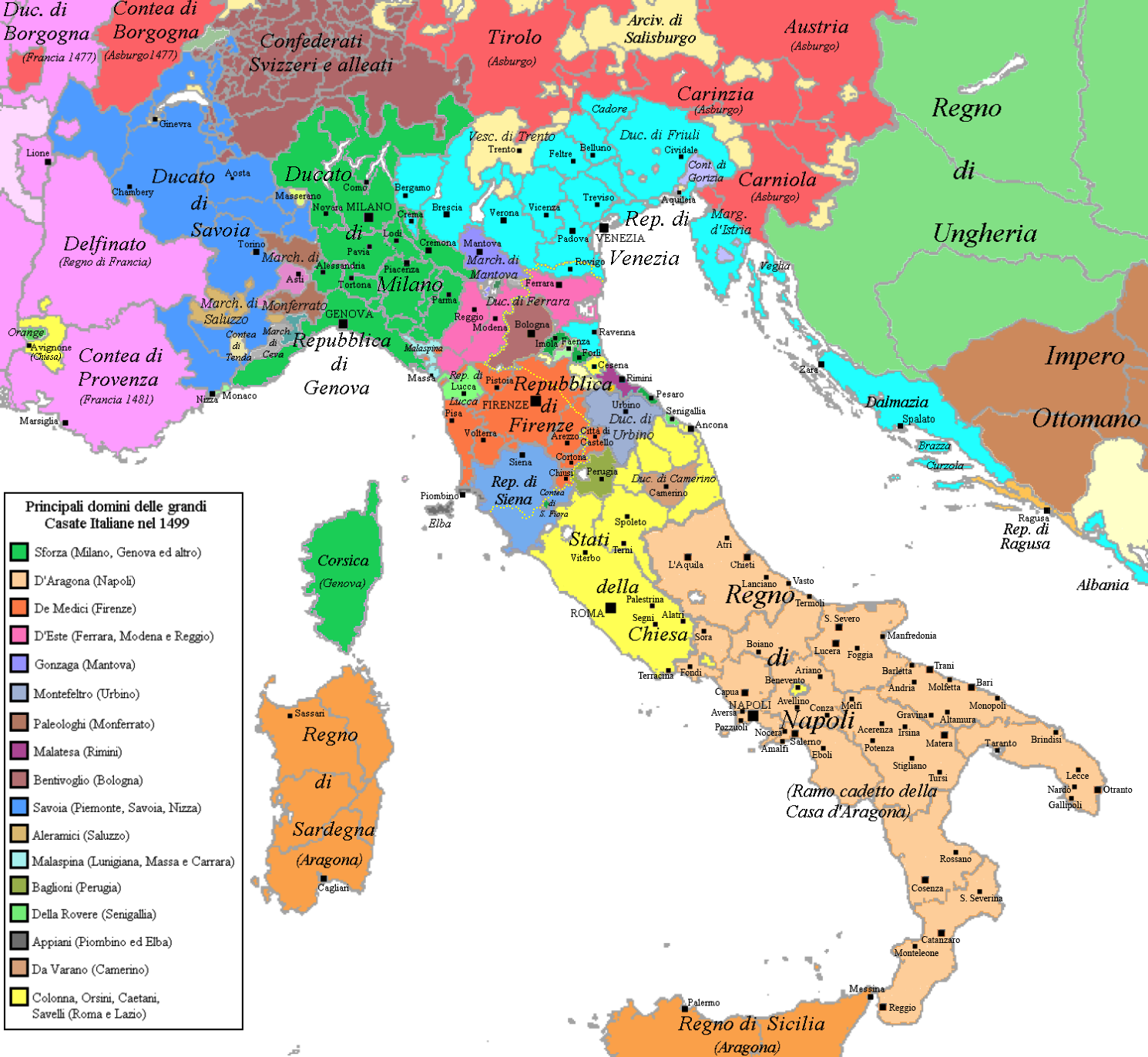
Grandi casate italiane nel 1499.

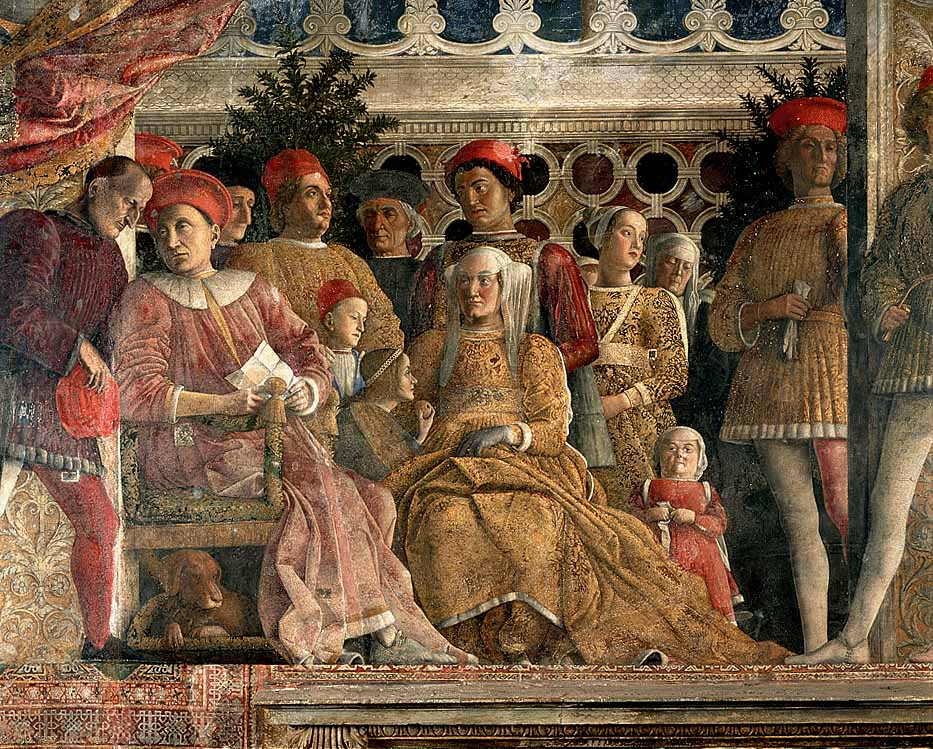
La corte di Ludovico III (Andrea Mantegna, Camera degli Sposi, Mantova, 1465-1474)

Originari di Gonzaga da cui presero il nome, i Corradi da Gonzaga (o "Gonzinghi") furono uomini di fiducia di parte guelfa dei monaci dell'Abbazia di San Benedetto in Polirone. Il documento in cui fanno la loro prima comparsa i "da Gonzaga" (con un certo Opizio de Gonzaga) - atto in cui la grancontessa Matilde di Canossa conferma alcuni beni all'Abbazia di Polirone - porta la data del 13 agosto 1096.
Si inurbarono alla fine del XII secolo a Mantova con Corbellino Corradi, accrescendo le loro estese proprietà terriere e la loro fortuna, in occasione della vittoria degli amici Bonacolsi sui Casalodi, avversari dei Gonzaga.

### Capitani del popolo di Mantova
Il 16 agosto 1328 Luigi Gonzaga rovesciò la signoria bonacolsiana con l'aiuto delle truppe scaligere e del genero Guglielmo di Castelbarco, aderì alla fazione ghibellina e si impose come capitano del popolo, venendo riconosciuto vicario imperiale da Ludovico il Bavaro.
Si succedettero nella gestione della signoria Guido (1360-1369), Ludovico II (1369-1382), mentre Feltrino, signore di Reggio escluso dal padre sulla signoria di Mantova, dava origine al ramo cadetto dei Gonzaga di Novellara e Bagnolo. Con Francesco (1382-1407), nominato conte della contea di Gonzaga da papa Bonifacio IX, i Gonzaga si staccarono dalla supremazia viscontea per appoggiarsi alla Repubblica di Venezia, che riusciva a contenere l'espansione milanese.

### Marchesi di Mantova
Nel 1433 Gianfrancesco (1407-1433) riuscì ad ottenere, sborsando la cifra di 12.000 fiorini d'oro, direttamente dalle mani dell'imperatore Sigismondo a Mantova il titolo di marchese. Nacque il Marchesato di Mantova e lo stemma della famiglia si arricchì della croce patente in rosso, simbolo della città o dei Cavalieri templari, accantonata dalle quattro aquile imperiali.
Mantova divenne un importante centro d'arte (Mantegna fu artista di corte) durante il governo di Ludovico III (1444-1478), grande mecenate e saggio amministratore, fermo nel contenere le ambizioni dei varî rami della famiglia. Prese avvio con Ludovico l'accorta politica matrimoniale dei Gonzaga, che portò nel tempo ad apparentarsi con le più importanti casate d'Europa e d'Italia. Il matrimonio venne celebrato con Barbara di Brandeburgo degli Hohenzollern, imparentati con la Casa d'Asburgo. A seguito della divisione dei beni alla morte di Ludovico III nacquero i rami cadetti dei Gonzaga di Sabbioneta e Bozzolo e di Castiglione, il più longevo della casata, ora estinto. Il marchese Federico governò lo stato per un breve periodo (1478-1484) e dal terzogenito Giovanni trasse origine il ramo secondario dei Gonzaga di Vescovato, l'unico ancora oggi esistente.
I Gonzaga aumentarono il loro prestigio con Francesco II (1484-1519) e con la moglie Isabella d'Este, una delle donne più importanti del Rinascimento, che governò lo stato dopo la morte del marito. Con il quarto marchese si originò anche il ramo cadetto dei Gonzaga di Guastalla.

### Duchi di Mantova

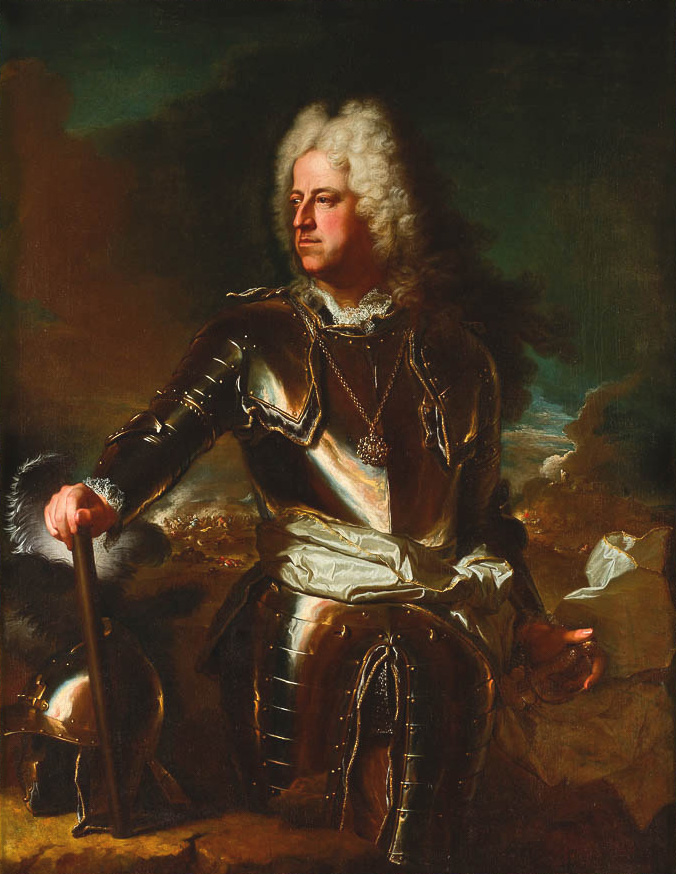
Ferdinando Carlo di Gonzaga, ultimo duca di Mantova

Il successore Federico II (1519-1530) ottenne a Mantova nel 1530 dalle mani dell'imperatore Carlo V il titolo di duca. Iniziò così il Ducato di Mantova. Il matrimonio con Margherita Paleologa permise ai mantovani di acquisire il Marchesato del Monferrato, cui aspirava anche la dinastia dei Savoia, ma finì col gravare rovinosamente sulla politica e sulle finanze dello stato gonzaghesco. Dal terzogenito di Federico II, Ludovico Gonzaga-Nevers, trasse origine il ramo collaterale dei Gonzaga-Nevers, destinato a governare per circa ottant'anni.
Alla morte di Federico II l'acclamato duca Francesco III (1540-1550) aveva solo sette anni e il ducato venne retto dai suoi due zii, il cardinale Ercole e Ferrante I. Francesco III morì in un incidente a soli diciassette anni e gli successe il fratello Guglielmo (1550-1587): lo stato raggiunse la sua più grande ricchezza.
Il ducato passò nelle mani del quarto duca Vincenzo (1587-1612), promotore delle arti ma intemperante e libertino, che nel 1608 sposò il primogenito Francesco, poi duca Francesco IV (1612), a Margherita di Savoia, figlia di Carlo Emanuele I di Savoia, con lo scopo di risolvere la questione del Monferrato, passato ducato dal 1573, ma dalla loro unione rimase l'unica figlia Maria.
La successione toccò perciò ai fratelli, il cardinale Ferdinando (1612-1626) e quindi il cardinale Vincenzo II (1626-1627). Entrambi ottennero la dispensa dei voti e si sposarono, ma dai loro matrimoni non ebbero eredi. Con la morte di Vincenzo nel 1627 si estinse, dopo molto splendore, il ramo diretto dei Gonzaga di Mantova.
Il problema della successione, vista l'importanza strategica dello stato gonzaghesco, scatenò una guerra, che vide contrapporsi Francia e Asburgo e durò dal 1628 al 1631. Prevalse la Francia e Carlo di Nevers, con l'appoggio di Luigi XIII di Francia, divenne l'ottavo duca di Mantova (1627-1637). A Carlo I, per la morte prematura nel 1631 del figlio Carlo, successe il nipote Carlo II (1637-1665), e quindi Ferdinando Carlo (1665-1708), decimo e ultimo duca, con il quale anche la dinastia dei Gonzaga-Nevers si spense.
Nel 1708 il territorio del Monferrato venne annesso al Ducato di Savoia e la signoria di Mantova, dopo quattrocento anni, passò sotto la dominazione austriaca.

## Struttura del Casato
|                 |                                      |                                      |                       |                        |                             |                                         |                                         |                             |                               |                         |                       |                                   |                                   |                    |                    |
|                 |                                      |                                      |                       |                        |                             |                                         | Corradi XII secolo – 1328               |                             |                               |                         |                       |                                   |                                   |                    |                    |
|                 |                                      |                                      |                       |                        |                             |                                         |                                         |                             |                               |                         |                       |                                   |                                   |                    |                    |
|                 |                                      |                                      |                       |                        |                             |                                         |                                         |                             |                               |                         |                       |                                   |                                   |                    |                    |
|                 |                                      |                                      |                       |                        |                             | Bonaventura Corradi ~1260 – 1746        | Bonaventura Corradi ~1260 – 1746        | Gonzaga 1328 – 1627         | Gonzaga 1328 – 1627           |                         |                       |                                   |                                   |                    |                    |
|                 |                                      |                                      |                       |                        |                             |                                         |                                         |                             |                               |                         |                       |                                   |                                   |                    |                    |
|                 |                                      |                                      |                       |                        |                             |                                         |                                         |                             |                               |                         |                       |                                   |                                   |                    |                    |
|                 |                                      | Novellara 1371 – 1728                | Novellara 1371 – 1728 | Sabbioneta 1444 – 1746 | Sabbioneta 1444 – 1746      | Luzzara, C. Goffredo Cast. e Solf. 1479 | Luzzara, C. Goffredo Cast. e Solf. 1479 | Vescovato dal 1494          | Vescovato dal 1494            | Guastalla 1539 – 1746   | Guastalla 1539 – 1746 | Nobili Gonzaga (1340) 1595 – 1751 | Nobili Gonzaga (1340) 1595 – 1751 | Nevers 1565 – 1707 | Nevers 1565 – 1707 |
|                 |                                      |                                      |                       |                        |                             |                                         |                                         |                             |                               |                         |                       |                                   |                                   |                    |                    |
|                 |                                      |                                      |                       |                        |                             |                                         |                                         |                             |                               |                         |                       |                                   |                                   |                    |                    |
|                 | Calabria Citra fine XV secolo - 1730 | Calabria Citra fine XV secolo - 1730 | Signori di Conti      | Signori di Conti       | Luzzara 1495 – 1794         | Luzzara 1495 – 1794                     |                                         | Castel Goffredo 1495 – 1593 | Castel Goffredo 1495 – 1593   | Molfetta 1529 – 1640    | Molfetta 1529 – 1640  |                                   |                                   |                    |                    |
|                 |                                      |                                      |                       |                        |                             |                                         |                                         |                             |                               |                         |                       |                                   |                                   |                    |                    |
|                 |                                      |                                      |                       |                        |                             |                                         |                                         |                             |                               |                         |                       |                                   |                                   |                    |                    |
| Majerà dal 1666 | Majerà dal 1666                      | Cirella dal 1666                     | Cirella dal 1666      |                        | Poviglio 1539 – XVII secolo | Poviglio 1539 – XVII secolo             | Solferino 1549 – 1680                   | Solferino 1549 – 1680       | Castiglione 1549 – 1819       | Castiglione 1549 – 1819 |                       |                                   |                                   |                    |                    |
|                 |                                      |                                      |                       |                        |                             |                                         |                                         |                             |                               |                         |                       |                                   |                                   |                    |                    |
|                 |                                      |                                      |                       |                        |                             |                                         |                                         |                             |                               |                         |                       |                                   |                                   |                    |                    |
|                 |                                      |                                      |                       |                        |                             |                                         |                                         |                             | Duchi di Solferino 1717 – ... |                         |                       |                                   |                                   |                    |                    |

### Esplicative
1. ↑  Del titolo di conte, Francesco e i suoi successori non ne fecero mai uso, considerandolo ormai non adeguato alla potenza della dinastia e in attesa del titolo di marchese, che arriverà solo nel 1403 dall'imperatore Venceslao, atto ritenuto nullo perché deposto.

### Bibliografiche
1. ↑   Mario Cadalora, Gonzaga Gonzaga, Modena, 1990.
2. ↑  Braglia, p. 17.
3. ↑  Luzio, p. 9.
4. ↑   Federigo Amadei, Cronaca universale della città di Mantova, Volume I, p.244, Mantova, 1954.
5. ↑   Gonzaga nobile famiglia, su sapere.it. URL consultato il 15 luglio 2013.
6. ↑  Sissa, p. 73.
7. ↑  Luzio, p. 17.
8. ↑   Dal Comune alla Signoria: Mantova dal 1200 al 1328., su books.google.it. URL consultato il 27 novembre 2015.
9. ↑  Coniglio, p. 1.
10. ↑  Luzio, p. 30.
11. ↑   Mantova fortezza. I Gonzaga., su mantovafortezza.it. URL consultato il 28 febbraio 2014 (archiviato dall'url originale il 3 marzo 2014).
12. ↑  Brunelli, p. 28.
13. ↑  Luzio, p. 37.
14. ↑  Brunelli, p. 33.
15. ↑   Condottieri di ventura. Gianfrancesco Gonzaga, su condottieridiventura.it. URL consultato il 9 maggio 2013 (archiviato dall'url originale il 28 aprile 2015).
16. ↑  Alberto Cavazzoli, Alla ricerca del Santo Graal nelle terre dei Gonzaga, Reggio Emilia, 2008, p. 49.
17. ↑  Brunelli, p. 164.
18. ↑  Brunelli, p. 44.
19. ↑  Coniglio, pp. 494-495.
20. ↑  Brunelli, pp. 56-61.
21. ↑  Coniglio, pp. 486-487.
22. ↑  Coniglio, pp. 433-434.
23. ↑  Brunelli, pp. 70-77.
24. ↑  Braglia, pp. 116-117.
25. ↑  Brunelli, p. 88.
26. ↑  Brunelli, p. 96.
27. ↑  Coniglio, p. 428.
28. ↑  Brunelli, p. 102.
29. ↑  Cronaca universale della città di Mantova. Volume IV
30. ↑  Brunelli, p. 109.
31. ↑  L'imperatore Federico III, il 10 giugno 1479, ratificò l'accordo stipulato - alla morte del padre Ludovico III - tra Federico I, Gianfrancesco e Rodolfo Gonzaga per la spartizione dei feudi in questione, che vengono dunque suddivisi secondo lo schema seguente.
32. ↑  Con Castiglione e Solferino